# Acaenitellus lissus
Acaenitellus lissus là một loài tò vò trong họ Ichneumonidae.